# خاب نیسان
خاب نیسان، هاب نیسین، یا هاب نیسون (به آرامی نو آشوری، "اول آوریل")، همچنین با نام "رشا د شتا" (آشوری: ܪܫܐ ܕܫܢܬܐ، "آغاز سال") و به عنوان آکیتو یا سال نو آشوری، جشن بهار در میان بومیان آشوری شمال عراق، شمال شرق سوریه، جنوب شرق ترکیه و شمال غرب ایران است که در تاریخ ۱ آوریل برگزار می‌شود.
این جشن ریشه در تمدن بین‌النهرین (میانرودان) دارد. امروزه آشوریان (سریانی‌ها) مسیحی هستند و بیشتر آنها پیروان کلیسای آشوری شرق، کلیسای کاتولیک کلدانی، کلیسای ارتدکس سریانی، کلیسای کاتولیک سریانی، کلیسای باستانی شرق، کلیسای پنطیکاستی آشور و کلیسای اونجلیسم آشور هستند.
جشن‌ها شامل راهپیمایی و مهمانی است. بعضی از آشوریها لباس سنتی می‌پوشند و ساعت‌ها در پارک‌ها به رقص می‌پردازند. در اروپا، استرالیا، ایالات متحده، کانادا و قفقاز در میان دیاسپورای آشوری (دوری از سرزمین مادری)، غالباً مهمانی‌هایی همراه با صرف غذا، موسیقی و رقص برگزار می‌شود.

## تاریخ
در گاه‌شماری ژولین، اعتدال بهاری به تدریج از ۲۱ مارس فاصله گرفت. اصلاح گاه‌شماری میلادی، اعتدال بهاری را به تاریخ اصلی خود بازگرداند، اما از آنجا که این جشن با تاریخ ۱ آوریل و نه واقعه نجومی پیوند خورده است، خاب نیسان در حساب ژولینی در تاریخ ۲۱ مارس ثابت می‌باشد که منطبق بر ۱ آوریل در تقویم میلادی است. اعتدال بهاری در سراسر ایران بزرگ به عنوان نوروز (به معنی "روز جدید") در تاریخ ۲۱ مارس جشن گرفته می‌شود. اما در سنت باستانی آشوری، اکدی و بابلی، جشن بهار در نخستین روزهای ماه "نیسان" برگزار می‌شد و در تقویم مورد استفادهٔ آشوریان باستان، ماه «نیسان» در آغاز تقویم بود که اصطلاح «خا بی-نیسان» یا «اول نیسان» را پدیدآورد.
در دهه ۱۹۵۰، ناسیونالیسم آشوری منجر به ایجاد «تقویم آشوری» رسمی با مبدا آن با الهام از تخمین تاریخ اولین معبد آشور در دوره عبید میانه ۴۷۵۰ پیش از میلاد تعیین شد.  با همان روحیهٔ ناسیونالیستی، نام اکدی جشن بهار، آکیتو، احیا شد. توجه به این نکته ضروری است که آشوریان از سال ۴۷۵۰ پیش از میلاد عموماً آکیتو را در روز ۱ آوریل جشن می‌گرفتند و هدف از ایجاد یک تقویم رسمی، متحد کردن آشوریها در ملی‌گرایی خود بود.
این رویداد همچنین به صورت وسیعی توسط آشوریان مقیم سوریه جشن گرفته می‌شود. اگرچه دولت سوریه این جشنواره را تصدیق نمی‌کند، آشوری‌ها هنوز هم به برگزاری این جشن ادامه می‌دهند. در سال ۲۰۰۲، آشوریان سوریه این رویداد را با عروسی دسته جمعی ۱۶ زوج و بیش از ۲۵۰۰۰ شرکت کننده جشن گرفتند. پس از تشکیل ترکیه، برگزاری جشن خاب نیسان و نوروز به صورت عمومی ممنوع شد. آشوریان ترکیه برای اولین بار در سال ۲۰۰۵ و در نتیجه اصلاحات دموکراتیک اتخاذ شده جهت عضویت ترکیه در اتحادیه اروپا، اجازه یافتند که خاب نیسان را جشن بگیرند. حدود ۵٬۰۰۰ نفر «از جمله گروه‌های بزرگی از آشوریان بازدید کننده از اروپا، سوریه و عراق» در جشن‌های خاب نیسان شرکت کردند.
یکی از بزرگ‌ترین جشن‌های سال نو آشوری در سال ۲۰۰۸ در عراق برگزار شد. قبل از شروع جنگ عراق، رژیم صدام حسین اجازه برگزاری جشن‌های عمومی را نمی‌داد. این رویداد توسط جنبش دموکراتیک آشوری برگزار شد و بین ۴۵۰۰۰ تا ۶۵۰۰۰ نفر در این راهپیمایی حضور یافتند.
در سال ۲۰۰۴، هون. جورج رادانوویچ از مجلس ایالتی کالیفرنیا سال نو آشوری را به رسمیت شناخت و آرزوهای خود را به جامعه آشوریان در کالیفرنیا تسری داد. این بعداً با نامه ای از طرف فرماندار کالیفرنیا، آرنولد شوارتزنگر همراه شد که این جشن سالانه را به جامعه آشوریان کالیفرنیا، تبریک گفت.

## جشن
آشوریان با برگزاری رویدادهای اجتماعی از جمله راهپیمایی و مهمانی، خاب نیسان را جشن می‌گیرند. آنها همچنین در باشگاه‌ها و موسسات اجتماعی جمع می‌شوند و به شاعرانی که داستان خلقت را تلاوت می‌کنند گوش می‌دهند. زنان و مردان لباس‌های سنتی می‌پوشند و ساعت‌ها در پارک‌ها می‌رقصند.
همچنین رسم بر این است که رژه‌ای در بلوار پادشاه سارگون در شیکاگو، ایلینوی با شرکت سازمان‌های آشوری، کلیساها و گاه مشاغل آشوری برگزار شود.
رسم بر این است که در روستاهای آشوری دختران به جمع‌آوری گل و گیاه بپردازند و در زیر سقف خانه آویزان کنند. به این دسته‌ها "Deqna d-Nisan" (ܕܩܢܐ ܕܢܝܣܢ) گفته می‌شود که به معنی "ریش آوریل / بهار" می‌باشد.

## نگارخانه

کلیسای کلدانی متحرک در راهپیمایی سال نو آشوری در شیکاگو، ایلینوی
سال نو آشوریان در  نوهادرا  ، عراق در سال ۲۰۰۸.